# Гранди, Джон
Сэр Джон Гранди (англ. Sir John Grandy; 8 февраля 1913, Нортвуд, Хиллингдон, Лондон, Англия, Британская империя — 2 января 2004, Слау, Беркшир, Великобритания) — британский государственный и военный деятель, губернатор Гибралтара (1973—1978).

## Биография
Окончил Университетский колледж Лондона. С 1931 г. на офицерской службе в Королевских ВВС. Участник Второй мировой войны — «Битвы за Британию», военных действий в Египте и на Дальнем Востоке. В послевоенное время находился на командных армейских должностях.
- 1961—1963 гг. — командующий Королевских военно-воздушных сил в Германии,
- 1963—1965 гг. — командующий Бомбардировочного командования Королевских ВВС,
- 1965—1967 гг. — командующий британскими Вооружёнными силами на Дальнем Востоке,
- 1967—1971 гг. — начальник штаба ВВС, Маршал королевских ВВС,
- 1973—1978 гг. — губернатор Гибралтара,
- 1978—1988 гг. — констебль и губернатор Виндзорского замка.